# Hyloscirtus
Hyloscirtus é um gênero da família Hylidae. As espécies pertencentes a este gênero eram tradicionalmente incluídas no Hyla, entretanto, estudos filogenéticos, ressuscitaram o gênero Hyloscirtus para abrigá-las.

## Espécies
- Hyloscirtus albopunctulatus (Boulenger, 1882)
- Hyloscirtus alytolylax (Duellman, 1972)
- Hyloscirtus antioquia (Rivera-Correa & Faivovich, 2013)[3]
- Hyloscirtus armatus (Boulenger, 1902)
- Hyloscirtus bogotensis (Peters, 1882)
- Hyloscirtus callipeza (Duellman, 1989)
- Hyloscirtus caucanus (Ardila-Robayo, Ruiz-Carranza & Roa-Trujillo, 1993)
- Hyloscirtus charazani (Vellard, 1970)
- Hyloscirtus chlorosteus (Reynolds & Foster, 1992)
- Hyloscirtus colymba (Dunn, 1931)
- Hyloscirtus condor[4](Almendáriz, Brito-M., Batallas-R. & Ron, 2014)
- Hyloscirtus criptico[5] (Coloma, Carvajal-Endara, Dueñas, Paredes-Recalde, Morales-Mite, Almeida-Reinoso, Tapia, Hutter, Toral & Guayasamin, 2012)
- Hyloscirtus denticulentus (Duellman, 1972)
- Hyloscirtus diabolus[6] (Rivera-Correa, García-Burneo & Grant, 2016)
- Hyloscirtus estevesi (Rivero, 1968)
- Hyloscirtus jahni (Rivero, 1961)
- Hyloscirtus larinopygion (Duellman, 1973)
- Hyloscirtus lascinius (Rivero, 1970)
- Hyloscirtus lindae (Duellman & Altig, 1978)
- Hyloscirtus lynchi (Ruiz-Carranza & Ardila-Robayo, 1991)
- Hyloscirtus mashpi[7](Guayasamin, Rivera-Correa, Arteaga-Navarro, Culebras, Bustamante, Pyron, Peñafiel, Morochz & Hutter, 2015)
- Hyloscirtus pacha (Duellman & Hillis, 1990)
- Hyloscirtus palmeri (Boulenger, 1908)
- Hyloscirtus pantostictus (Duellman & Berger, 1982)
- Hyloscirtus phyllognathus (Melin, 1941)
- Hyloscirtus piceigularis (Ruiz-Carranza & Lynch, 1982)
- Hyloscirtus platydactylus (Boulenger, 1905)
- Hyloscirtus princecharlesi[5](Coloma, Carvajal-Endara, Dueñas, Paredes-Recalde, Morales-Mite, Almeida-Reinoso, Tapia, Hutter, Toral & Guayasamin, 2012)
- Hyloscirtus psarolaimus (Duellman & Hillis, 1990)
- Hyloscirtus ptychodactylus (Duellman & Hillis, 1990)
- Hyloscirtus sarampiona (Ruiz-Carranza & Lynch, 1982)
- Hyloscirtus simmonsi (Duellman, 1989)
- Hyloscirtus staufferorum (Duellman & Coloma, 1993)
- Hyloscirtus tapichalaca (Kizirian, Coloma & Paredes-Recalde, 2003)
- Hyloscirtus tigrinus Mueses-Cisneros & Anganoy-Criollo, 2008
- Hyloscirtus torrenticola (Duellman & Altig, 1978)
- Hyloscirtus japreria (Rojas-Runjaic, Infante-Rivero, Salerno & Meza-Joya, 2018)[8][9]